# 리 라프킨
리 라프킨은 브랜딩 전문가이자 마케팅 전략가이며 전략, 브랜딩 및 커뮤니케이션 회사인 Rafkin Brand Consulting의 설립자 겸 CEO이다.

## 직업
리 라프킨은 Brown University를 우등으로 졸업했으며 Kellogg School of Management에서 마케팅 MBA를 취득했다.
경력 초기인 1996-1997년에 Lee는 Nickelodeon 소비자 제품 사업부의 마케팅 이사였으며 1994-1996년에는 Nabisco에서, 1991-1993년에는 Pillsbury에서 브랜드 관리자로 근무했다.
Rafkin은 Futurebrand(IPG), Siegel+Gale(Omnicom) 및 Consumer Dynamics(독립)에서 고위 경영진 역할을 담당했다.
2002년 Lee Rafkin은 뉴욕시에 Rafkin 회사를 설립했다.